# Ирина Лакапина
Мария-Ирина Лакапина (на гръцки: Μαρία/Ειρήνη Λακαπηνή, Irene Lekapene; † ок. 966) е византийска принцеса и българска царица, съпруга на цар Петър I.

## Произход
Нейното рождено име е Мария. Тя е дъщеря на император Христофор Лакапин, син и съимператор на ромейския василевс Роман I Лакапин, който е с арменско потекло, и на Августа София.

## Царица на България
През 927 г. между Първото българско царство и Византия е сключен мирен договор, който за цели 40 години слага край на ожесточените военни противоборства между двете държави. Съгласно договора мирът между двете страни трябва да бъде скрепен и с династичен брак между българския цар и Мария, който за първи път би сродило владетелските домове на империята и българското царство. В чест на мира, залог за който става самата тя, новата царица получава и името Ирина (на гръцки: Ειρήνη, Носеща мир). Въпреки това царицата използва името „Мария“ докато царува, и с това име е изобразена на печатите си.
Бракосъчетанието между българския цар и Мария е извършено лично от константинополския патриарх Стефан II на 8 октомври 927 г. в църквата „Света Богородица“ в Константинопол. След пищното сватбено тържество младоженците са изпратени с тържествена процесия до мястото за коронации на императорите – Евдом и отпътуват за Велики Преслав. По този повод в сборника с летописи, познати под името на Теофан Продължител, пише:
| „ | Мария, предадена в български ръце, заминала за България с радост и тъга: тя тъгувала, защото се разделяла със своите горещо любими родители, с царските живелища и с обществото на роднините си, а се радвала, защото тя се омъжила за мъж-цар и била провъзгласена за българска владетелка. | “ |

Според сведенията Ирина е изключително красива ромейка. Летописците прибавят още, че тя занесла със себе си разни богатства и безбройна покъщнина. Така с нейното име се свързва навлизането на ромейската мода в българския царски двор.
Не е известна точната дата на раждане на Мария. Но текстовете от Теофан Продължител поставят рождената ѝ дата между 920 и 925 г., което означава, че при брака ѝ с цар Петър през 927 г. тя е била още дете. Следователно, позовавайки се на нейната рождена дата, вероятната дата на раждане на сина ѝ Борис II би трябвало да се измести от около 931 към по-вероятната 940 г.
По всичко изглежда, че бракът между Петър и Ирина разбунва духовете във византийската столица, тъй като представлява отстъпление от едно вековно правило, установено от времето на Константин I Велики, според което:
| „ | ...на ромейските императори не се позволявало да се сродяват с народ, чиито нрави не се схождат и са чужди на ромейската държава, особено с иноверни и некръстени, с изключение само на франките поради старата знатност и благородство на техния произход; с никой друг народ те не могат това да правят, ако някой се осмели това да стори, нека се счита за чужд на християнското общество и се предава на анатема, като нарушител на отеческите постановления и на царските закони | “ |

В „За управлението на империята“ Константин Багренородни разказва, че тъй като дава дъщеря си на българин:
| „ | ...Роман извърши това вън от канона, от църковното предание и от наредбата и заповедта на императора св. Константин Велики, то той приживе [още] беше много укоряван, оклеветяван и мразен от сенатското събрание и от целия народ, и от самата църква, тъй че омразата най-сетне се прояви и след смъртта си той по същия начин се укорява, порицава и осъжда, задето бе предприел едно дело, недостойно и неприлично за благородната ромейска държава | “ |

Като царица Ирина често посещава Константинопол:
| „ | Неведнъж, внучката на император Роман, Мария, жената на Петър Български, дохождала от България в столицата, за да нагледа баща си и дядо си. За последен път тя дохождала с трите си деца вече след смъртта на баща си Христофор [931]. Тя получила големи подаръци от дядо си и се върнала, обсипана с много почести. | “ |

Във връзка с тези посещения някои автори без основание подозират царицата, че разкрива на василевса тайните на съпруга си и на българското правителство. Така Васил Златарски категорично заявява:
| „ | Няма съмнение, че в тия посещения на Цариград от българската царица се е донасяло за всичко, каквото се е замисляло в България, и при връщането ѝ се давали нови инструкции, които осигурявали интересите на империята. | “ |

Ирина ражда бъдещите царе на България Борис II (969 – 971) и Роман (978 – 991) и още три деца, едното от които може би е Пленимир, записан в „Поименик на българските владетели“ от 16 век след цар Петър I, и две дъщери, годеници на малолетните византийски императори Василий II (976 – 1025) и Константин VIII (1025 – 1028).
Последното сведение за Ирина Лакапина е, че тя посещава Константинопол с трите си деца вече след смъртта на баща си (през 931 г.), но без да се уточнява колко време е минало от неговата смърт. Предполага се, че умира през 963 г.